# MBC 월요 드라마
MBC 월요 드라마는 대한민국의 문화방송에서 매주 월요일에 방송되었던 TV 드라마 작품이다.

## 작품 리스트
|  | - 아래의 텔레비전 드라마 중 2002년 11월 이후에 시청 가능 연령을 표시하는 드라마 등급 제도를 의무적으로 시행하고 있습니다. - 2017년 3월 1일부터 TV 프로그램 등급 표시 외에 주제, 폭력성, 선정성, 언어, 모방 위험 등 분류 사유 표시를 의무적으로 시행하고 있습니다. |

### 1969년 개국 이후
- 《후추 부인》 : 1969년 11월 17일 ~ 1970년 1월 5일

### 1970년대
- 《어머니》 : 1970년 3월 1일 ~ 1970년 5월 25일
- 《제3교실》 : 1976년 6월 28일 ~ 1977년 7월 4일

### 1980년대
- 《채봉전》 : 1980년 9월 7일 ~ 1980년 12월 14일
- 《암행어사》 : 1981년 1월 5일 ~ 1984년 4월 2일
- 《내일은 태양》 : 1983년 7월 11일 ~ 1983년 10월 24일
- 《뿌리깊은 나무》 : 1983년 10월 31일 ~ 1983년 12월 12일
- 《설중매》 : 1984년 1월 9일 ~ 1984년 3월 26일
- 《3840 유격대》 : 1984년 4월 9일 ~ 1984년 10월 15일
- 《푸른교실》 : 1987년 5월 18일 ~ 1987년 10월 5일

### 1990년대
- 《테마게임》 : 1995년 10월 16일 ~ 1996년 1월 8일, 1999년 10월 18일 ~ 1999년 11월 22일 - 시트콤

### 2000년대
- 《세 친구》 : 2000년 2월 14일 ~ 2001년 4월 9일 - 시트콤
- 《연인들》 : 2002년 4월 1일 ~ 2002년 12월 23일 - 시트콤
- 《안녕, 프란체스카》 : 2005년 1월 24일 ~ 2005년 4월 25일 - 시트콤
- 《안녕, 프란체스카 시즌 2》 : 2005년 5월 2일 ~ 2005년 8월 1일 - 시트콤
- 《안녕, 프란체스카 시즌 3》 : 2005년 9월 5일 ~ 2006년 2월 27일 - 시트콤
- 《소울메이트》 : 2006년 3월 13일 ~ 2006년 6월 5일 - 시트콤

### 2010년대
- 《드라마 페스티벌 (2기)》 : 2014년 9월 8일 - 단막극

### 2020년대
- 《멧돼지 사냥》 : 2022년 8월 1일 ~ 2022년 8월 22일
- 《제발 그 남자 만나지 마요》 :  2020년 11월 16일 ~ 2021년 1월 18일 + MBC 에브리원
- 《러브 씬 넘버》 : 2021년 2월 1일 ~ 2021년 2월 8일 + Wavve

## 같이 보기
- MBC 월화 드라마